# Ямато моноґатарі
Ямато моноґатарі (або моноґотарі) , «Повість про Ямато» (яп. 大 和 物語) — моноґатарі другої половини X століття. Є одним з найважливіших пам'ятників японської літератури періоду Хейан. Автор невідомий, але, ймовірно, був близький до літературних кіл при дворі імператора. Містить 173 різних за обсягом епізоди, не пов'язані спільним сюжетом і стилем. 

Композиційно схожа з «Ісе-моноґотарі».

Жанр, в якому написана «Повість про Ямато», поєднує поезію і новелу.

Головними були танка. Очевидно, форма віршованих кінцівок після новели запозичена з буддійської літератури.